# Campeonato Mundial de Esgrima de 1951
El XXI Campeonato Mundial de Esgrima se celebró en Estocolmo (Suecia) en 1951 bajo la organización de la Federación Internacional de Esgrima (FIE) y la Federación Sueca de Esgrima.

## Medallistas

### Masculino
| Evento              | Oro                                                                                             | Plata | Bronce |
| ------------------- | ----------------------------------------------------------------------------------------------- | --- | --- |
| Florete individual  | Manlio Di Rosa · Italia                                                                         | Edoardo Mangiarotti · Italia                                                                                                 | Jéhan Buhan Francia |
| Florete por equipos | René Bougnol Jéhan Buhan Christian d'Oriola Jacques Lataste Claude Netter Adrien Rommel Francia | Giancarlo Bergamini · Manlio Di Rosa · Edoardo Mangiarotti · Alessandro Mirandoli · Renzo Nostini · Giorgio Pellini · Italia | Osman Abdel Hafeez Ahmed Abu-Shadi Salah Desuki Hasan Hosni Taufik Mahmud Yunes Mohamed Zulficar Egipto                    |
| Espada individual   | Edoardo Mangiarotti · Italia                                                                    | Carlo Pavesi · Italia | Sven Fahlman · Suecia |
| Espada por equipos  | Alain Besseche René Bougnol Jacques Coutrot Daniel Dagallier Armand Mouyal Armand Simon Francia | Roberto Battaglia · Dario Mangiarotti · Mario Mangiarotti · Fiorenzo Marini · Carlo Pavesi · Italia                          | Per Carleson · Sven Fahlman · Carl Forssell · Rolf Julin · Bengt Ljungquist · Berndt-Otto Rehbinder · Suecia               |
| Sable individual    | Aladár Gerevich Hungría                                                                         | Pál Kovács Hungría | Gastone Darè · Italia |
| Sable por equipos   | Tibor Berczelly Aladár Gerevich Pál Kovács Endre Palócz Károly Pesthy László Rajcsányi Hungría  | Gastone Darè · Roberto Ferrari · Renzo Nostini · Vincenzo Pinton · Mauro Racca · Vittorio Stagni · Italia                    | Gustave Ballister · Jean Henriet · François Heywaert · Ferdinand Jassogne · Marcel Van Der Auwera · Édouard Yves · Bélgica |

### Femenino
| Evento              | Oro | Plata                                                                                     | Bronce                                                                                         |
| ------------------- | --- | ----------------------------------------------------------------------------------------- | ---------------------------------------------------------------------------------------------- |
| Florete individual  | Ilona Elek Hungría                                                                                       | Karen Lachmann Dinamarca                                                                  | Magdolna Nyári Hungría                                                                         |
| Florete por equipos | Jacqueline Baudot Odette Drand Renée Garilhe Françoise Gouny Lylian Guyonneau Therese Sanlaville Francia | Ilona Elek Margit Elek Katalin Horváth Magdolna Nyári Ilona Sákovics Ilona Vargha Hungría | Ella Dam-Larsen Solveig Jørgensen Edith Knudsen Kate Mahaut Grete Olsen Ulla Barding Dinamarca |

## Medallero
| Núm. | País      | Oro | Plata | Bronce | Total |
| ---- | --------- | --- | ----- | ------ | ----- |
| 1    | Hungría   | 3   | 2     | 1      | 6     |
| 2    | Francia   | 3   | 0     | 1      | 4     |
| 3    | Italia    | 2   | 5     | 1      | 8     |
| 4    | Dinamarca | 0   | 1     | 1      | 2     |
| 5    | Suecia    | 0   | 0     | 2      | 2     |
| 6    | Bélgica   | 0   | 0     | 1      | 1     |
| 6    | Egipto    | 0   | 0     | 1      | 1     |
|      | TOTAL     | 8   | 8     | 8      | 24    |